# Maikel Amelia Reyes
Maikel Amelia Reyes Fernández (Manzanillo, Cuba) nacida 1 de abril de 1977 es una actriz cubana con experiencia cine, teatro, radio y televisión conocida mayormente por encarnar a la Mayor Lucía en la serie policíaca Tras la Huella. Ha sido parte de proyectos cinematográficos como Clara no es un nombre de mujer (2012), Un hombre nuevo (2014) o La Emboscada (2015). Igualmente ha interpretado roles protagónicos en telenovelas como Santa María del Porvenir (2012), La otra esquina (2014) y En tiempos de amar (2017).

## Biografía
Nació en Manzanillo, Granma en el Oriente de Cuba en el seno de una familia con vocación artística. Su padre, Ciro Antonio Reyes Saumell (Cirito) fue el primer violín de la orquesta Original de Manzanillo, y su mamá Adis D. Fernández, profesora de Español e Historia del Arte.
Influenciada desde siempre por el arte, sus primeros pasos fueron en la música. Estudió Piano Básico en la Academia Manuel Navarro Luna, algunos años más tarde, cursó el nivel elemental en la Academia de Artes Plásticas Carlos Enrique. Se graduó en Dirección de Radio, Cine y Televisión en la FAMCA (Facultad de las Artes de los Medios de Comunicación Audiovisual) en Holguín (ISA).
Desde muy joven se vinculó a la radio, laborando en programas de la emisora de su ciudad natal Radio Granma. Durante sus años de carrera ha incursionado en todas las facetas de las artes escénicas. Formó parte del Grupo de Teatro ATEGUA, del Grupo de Teatro Alas, del Conjunto Teatral Dramático de Granma y el Grupo de Teatro Cimarrón. Ha trabajado tanto para el cine como para la televisión.
Su primera producción a nivel nacional fue la telenovela Aquí estamos en la que interpretó un pequeño personaje (Katia), y más tarde en Santa María del Porvenir (María Fernanda) tuvo su primer protagónico. La encontramos también formando parte del elenco en algunas otras producciones como La otra esquina (Marcia) y En tiempos de amar (Laura).
En los últimos tiempos se ha convertido en una actriz muy cercana al público por su presencia en el popular policiaco Tras la huella, donde da vida al personaje de la Mayor Lucía. 
En el cine ha sido parte del elenco de producciones como Los Próceres (2010), Clara no es nombre de mujer (2012), Y sin embargo (2012), Un hombre nuevo (2014), La Emboscada (2015), Bailando con Margot (2015), Lois (2015), Los buenos demonios (2017) y Piel Canela (2019). También escribió y dirigió el corto documental El silencio del desamor, mención en la Muestra Joven del ICAIC.

A lo largo de su carrera ha asumido diversos desempeños, desde la inocencia hasta la maldad. Confiesa sentirse feliz con lo que ha podido crecer en su profesión y es promotora del aprendizaje diario. La actuación es muy importante en su vida y el amor por lo que hace siempre puede encontrarse en las palabras de Maikel Amelia:
"Actuando lo disfruto todo: el riesgo, el miedo, lo incierto, la presión. Mi carrera es uno de mis mayores logros, siempre existe un nuevo reto, siempre estoy soñando y considero que el sueño de mañana va a ser mayor que el de hoy" 

### Tras la huella
Maikel Amelia interpreta a la Mayor Lucía en Tras la Huella. Una serie policíaca basada en hechos reales sucedidos en Cuba, cuyos protagonistas son un experimentado equipo de investigación del Sistema Criminalista Cubano.
La Mayor Lucía es una Instructora policial que atiende el aspecto legal de los casos, colabora en las investigaciones y realiza los interrogatorios. Es una mujer empática, de carácter afable y expresión suave.

Maikel Amelia llegó sin pensarlo al seriado policiaco, sin embargo hoy este personaje es parte importante de su carrera y también de su vida.
“He tenido que trabajar mucho en ese sentido, pues nunca he tenido nada que ver con la vida militar. Me propusieron el personaje un domingo y comenzaba a grabar el martes, tuve mucho estrés y poco tiempo para preparar el personaje que tiene escenas complejas” 

## Trayectoria

### Cine
| Año  | Filme                        | Personaje                      | Director/ País                  | Notas |
| 2019 | Piel Canela                  | Victoria                       | Michell Salcedo/ EE.UU - Cuba   | "Best Produced Short" Holly Shorts Film Festival 2019 "Best Short" Lady FIlmmakers Film Festival in Beverly Hills |
| 2017 | Nido de Mantis               | La madre de Emilio             | Arturo Sotto/ Cuba              | [ 24 ] |
| 2017 | Los buenos demonios          |                                | Gerardo Chijona/ Cuba           | |
| 2015 | Louis                        | Marta (La gran amiga)          | Yassel Iglesias/ EE.UU - Cuba   | |
| 2015 | Bailando con Margot          | La secretaría                  | Arturo Santana/ Cuba-Venezuela  | [ 25 ] |
| 2014 | La secta                     | Nary                           | Oleg Fesenko/ Rusia-Cuba        | |
| 2012 | La emboscada                 | Marina                         | Alejandro Gil / Cuba            | [ 5 ] |
| 2012 | Y sin embargo                | La arrogante                   | Rudy Mora / Cuba                | |
| 2012 | Clara, no es nombre de Mujer | Marucha                        | Pepe Carbajo/ Cuba- España      | [ 26 ] |
| 2010 | Los Próceres: San Martin     | La madre del pueblo            | Alejandro Gil / Cuba- Venezuela | |
| 2002 | El silencio del Desamor      | Director, Escritor y Productor | Maikel Amelia Reyes/ Cuba       | |

### Televisión
| Año              | Trabajo/Director                                                                                           | Personaje/Rol               | Notas |
| 2019             | Rompiendo el Silencio Personaje / Dir: Legna Pérez Cruzata y Rolando Chiong                                | Elena / Coprotagónico       | Teleserie |
| 2019             | Azul/ Dir: Pepe Cabrera                                                                                    | Martha/ Protagónico         | Telefilme |
| 2019             | Promesas/ Dir: Raquel González                                                                             | Dania/ Protagónico          | Teleserie |
| 2018             | Promesas/ Dir: Mirtha González                                                                             | Marlen/ Protagónico         | Teleserie |
| 2017             | Telenovela En tiempos de Amar/ Dir: Ernesto Fiallo, Roberto Díaz y Julio Cesar Ramírez                     | Laura/ Protagónico          | [ 29 ] [ 30 ] |
| 2015- actualidad | Tras La Huella                                                                                             | Mayor Lucía/ Protagónico    | Serie policiaca dirigida por: Loysis Inclan Silvio Naborit Alberto Luberta José Víctor Herrera Omar Ali Armando Toledo |
| 2014             | El viaje/ Dir: Roberto Diaz                                                                                | Johanna/ Protagónico        | Telefilme |
| 2014             | Telenovela La otra esquina/ Dir: Ernesto Fiallo                                                            | Marcia/ Coprotagónico       | [ 31 ] |
| 2012             | Recomenzar/ Dir: Marta Recio                                                                               | Protagónico                 | Telefilme |
| 2011             | Telenovela Santa María del Porvenir/ Dir: Rolando Chiong                                                   | María Fernanda/ protagónico | [ 32 ] |
| 2010             | Telenovela Aquí estamos/ Dir: Rafael “Cheito” González y Hugo Reyes                                        | Katia/ Secundario           | [ 33 ] [ 34 ] |
| 2004             | El patio de Gabriela/ Dir: Hugo Edelquis                                                                   | Varios                      | Programa Infantil |
| 2003             | Magda el mar y el viento/ Dir: Francisco Rosabal                                                           | Magda/ Protagónico          | |
| 2002             | La Promesa/ Dir: Roger Carballoso                                                                          | Solangel/Protagónico        | Telefilme Premio en el festival nacional de tele centros - Mejor actuación femenina - Gran premio de dirección         |
| 2001             | Gala Nacional por el aniversario de la fundación de la Villa San Salvador de Bayamo / Dir: Raúl de la Rosa | Personaje Luz Vázquez       | |
| 2001-2002        | Catálogo Cubano/ Dir: Roberto del Monte                                                                    | Conductora                  | Serie de programas para la TVC                                                                                         |